# Gays Against Groomers
Gays Against Groomers (GAG) es una organización estadounidense de extrema derecha y anti-LGBT conocida por hacer campaña contra la atención de afirmación de género para menores, protestar contra el contenido de currículo escolar con temas LGBT, criticar los eventos Drag Queen Story Hour y oponerse a la representación LGBT en los medios infantiles. El grupo también se opone a que las mujeres trans compitan en deportes femeninos y se les permita ingresar a espacios para mujeres, a los eventos del orgullo donde hay niños presentes y a las marcas que hacen marketing para personas LGBT durante el Mes del Orgullo.
GAG comenzó en junio de 2022 como una cuenta de Twitter creada por Jaimee Michell, quien anteriormente había trabajado para las firmas de comunicaciones de derecha Arsenal Media y X Strategies y publicaba contenido similar en su cuenta personal. La cuenta es conocida por publicar retórica antitrans y ha sido comparada con Libs of TikTok. Michell presentó los documentos de constitución de GAG en septiembre de 2022. GAG ha sido prohibida en múltiples redes sociales y plataformas de pago por violar las reglas sobre el discurso de odio; el grupo ha sido promovido por medios de comunicación de derecha como Fox News, One America News Network (OANN) e InfoWars.
Según GLAAD y la ADL, GAG utiliza el término peyorativo "groomer" junto con mensajes ambiguos para perpetuar la teoría de la conspiración sobre el acoso a menores de edad por parte de la comunidad LGBT. GAG ayudó a organizar una manifestación anti-LGBTQ en Florida a la que asistieron otras organizaciones de extrema derecha y anti-LGBTQ como Moms for Liberty y Proud Boys.